# Sassenburg
Sassenburg é um município da Alemanha localizado no distrito de Gifhorn, estado de Baixa Saxônia.